# Impatiens albopurpurea
Impatiens albopurpurea är en balsaminväxtart som beskrevs av Fischer och Rahelivololona. Impatiens albopurpurea ingår i släktet balsaminer, och familjen balsaminväxter. Inga underarter finns listade i Catalogue of Life.